# Bathygobius coalitus
Bathygobius coalitus és una espècie de peix de la família dels gòbids i de l'ordre dels perciformes.

## Morfologia
Els mascles poden assolir els 6,7 cm de longitud total.

## Distribució geogràfica
Es troba des de l'Àfrica oriental fins a les Hawaii, el nord d'Austràlia, Nova Caledònia i les Illes Penghu.